# Parafia św. Augustyna w Różance
Parafia św. Augustyna – parafia rzymskokatolicka z siedzibą w Różance.

## Historia
Antoni Pociej w 1757 r. uposażył kościół unicki św. Eliasza, który w 1875 r., w związku z likwidacją obrządku unickiego, zamieniony został na cerkiew prawosławną. Obecny kościół parafialny murowany, w stylu neogotyckim, został wybudowany z fundacji Zamoyskich (Augusta Adama i jego żony) w latach 1908-1913. Parafia została wznowiona w 1919 r. Parafia posiada księgi metrykalne od 1925.

## Zasięg parafii
Do parafii należą wierni z miejscowości: Pawluki, Różanka oraz Stawki.